# Xue Hanqin
Xue Hanqin (Shanghái, 15 de septiembre de 1955) es una jurista china, que actualmente se desempeña en la Corte Internacional de Justicia (CIJ).
El 29 de junio de 2010 fue elegida para cubrir la vacante dejada tras la renuncia de Shi Jiuyong el 28 de mayo de 2010. Ella es una de las tres juezas de la CIJ y una de las cuatro mujeres elegidas como miembros de la Corte hasta la fecha. Xue es la quinta integrante de origen chino en la CIJ, y la tercera que representa a la República Popular China. Fue reelegida como miembro de la Corte en 2011, 2018 y 2021. Entre el 6 de febrero de 2018 y el 8 de febrero de 2021, Xue fue también vicepresidenta de la Corte Internacional de Justicia.

## Carrera
En 1982 recibió un diploma en Derecho Internacional por la Universidad de Pekín. Posteriormente, en 1983, realizó un Máster en Derecho de la Escuela de Leyes de Columbia. Entre 1980 y 2003, trabajó en el Departamento de Tratados y Leyes del Ministerio de Relaciones Exteriores de la República Popular China, alcanzando el cargo de directora general. Regresó a la Escuela de Leyes de Columbia en 1991, para obtener un Doctorado en Derecho en 1995.
Xue fue nombrada como embajadora de China en los Países Bajos en 2003, cargo que desempeñó hasta 2008. En diciembre de ese año, se convirtió en la primera embajadora de China ante la Asociación de Naciones del Sudeste Asiático.
Fue elegida miembro de la Corte Internacional de Justicia (CIJ) en junio de 2010, jurando en el cargo el 13 de septiembre de ese año. Actualmente es miembro del Curatorium de la Academia de Derecho Internacional de La Haya. El 6 de febrero de 2018, Xue fue nombrada como vicepresidenta de la CIJ, cargo en el que permaneció hasta el 8 de febrero de 2021.

## Conferencias
- «Transboundary Damage in International Law» en la Lecture Series of the United Nations Audiovisual Library of International Law
- «国际法上的跨界损害问题» en la Lecture Series of the United Nations Audiovisual Library of International Law
- «Special Panel in Honour of Professor R.P. Anand» en la Lecture Series of the United Nations Audiovisual Library of International Law